# Вогуй
Вогуй — река в России, протекает в Арефинском сельском поселении Рыбинского района Ярославской области, правый приток Ухры. Длина 7 км.
Исток ручья находится в болотистом лесу к северу от урочища Клюквенник. Лес в районе истока пересекается сетью мелиоративных канав, в которых теряется природный источник реки. Река течёт на юг и юго-восток, её верхнее течение проходит по лесу. Около бывшей деревни Ломки, стоявшей на правом берегу появляются небольшие поля по берегам реки. Далее на том же правом берегу реки стоит деревня Илюхино и перед впадением в Ухру Починок-Болотово.